# مرغ حق اوراسیایی

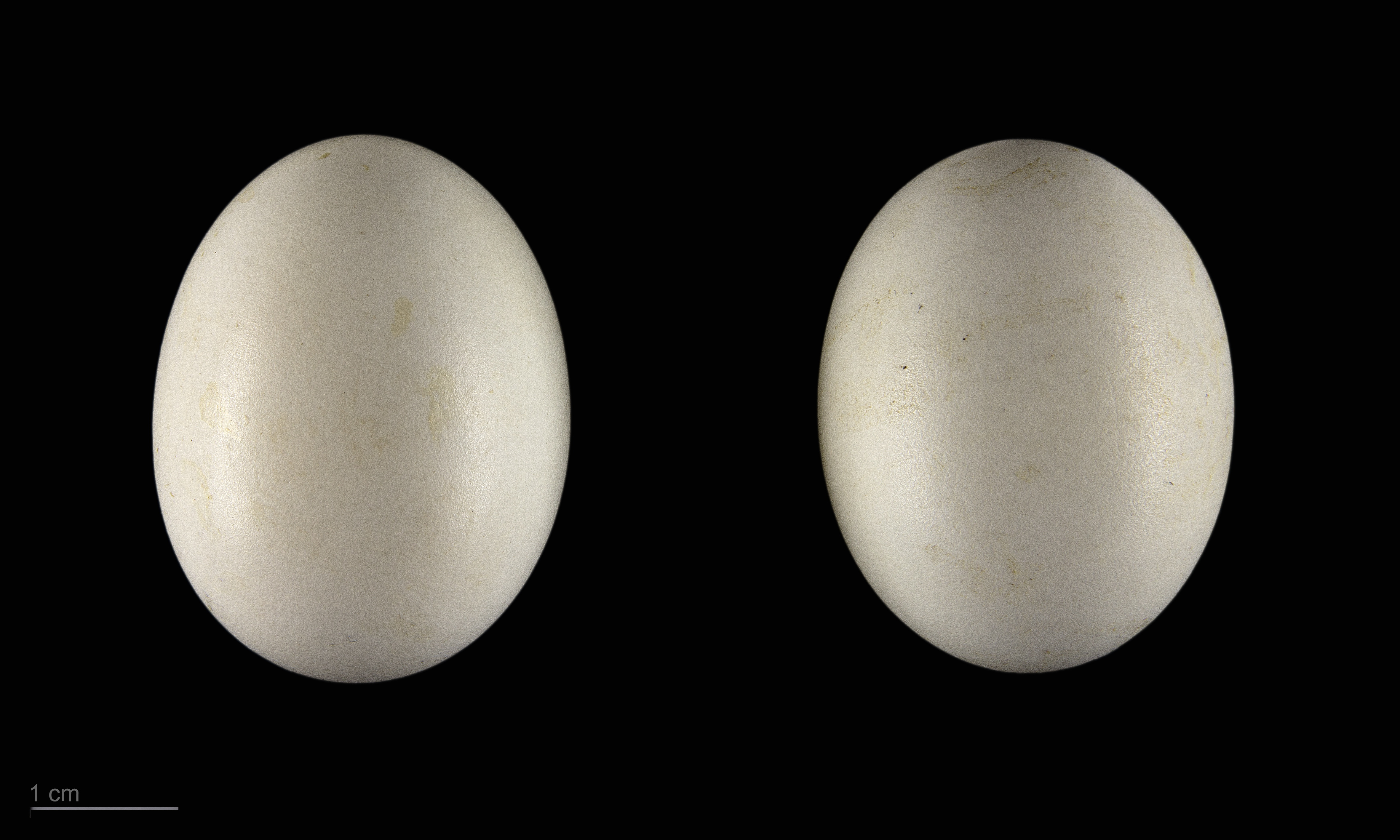
Otus scops

مرغ حق اوراسیایی (نام علمی: Otus scops) نام یک گونه از سرده مرغ حق است. این پرنده مهاجر جغدی کوچک و عمدتاً حشره‌خوار است. تابستان‌ها در اروپا و آسیا زندگی می‌کند و زمستان را به مناطق مرکزی آفریقا می‌رود.